# Romeo Lemboumba
Romeo Braexir Lemboumba est un boxeur gabonais né le 12 mai 1980.

## Carrière
Sa carrière amateur est principalement marquée par une médaille de bronze aux championnats d'Afrique d'Antananarivo en 2007 dans la catégorie poids mouches et une autre à Yaoundé en 2011 en poids coqs.

## Palmarès

### Jeux olympiques
- Qualifié pour les Jeux de 2012 à Londres, Angleterre

### Championnats d'Afrique de boxe amateur
- Médaille de bronze en -56 kg en 2011 à Yaoundé, Cameroun
- Médaille de bronze en -51 kg en 2007 à Antananarivo, Madagascar

## Référence
1. ↑  (en) Résultats des championnats d’Afrique 2011